# 村上東奈
村上 東奈（むらかみ はるな、1989年4月4日 - ）は、日本の元女性タレント。
神奈川県出身。アップフロントクリエイトに所属していた。
NHK教育『天才てれびくんワイド』2001年度 - 2002年度てれび戦士として知られている。

## 略歴
- 1999年 - 舞夢プロに所属。NHK教育『さわやか3組』でデビュー。
- 2002年 - ヒロセプロジェクトに移籍。
- 2009年 - アップフロントエージェンシー（現アップフロントプロモーション）に移籍。
- 2013年 - アップフロントクリエイトに移籍。
- 2014年 - アップフロントクリエイトを退所[1]。

## 出演

### テレビドラマ
- 月曜ドラマスペシャル 小学校教師・沢木千太郎の事件ノート（2000年、TBS） - 星まゆみ 役
- ドラマ特別企画 真夏のクリスマス 限りある命の恋人に、さんまが贈る最後のクリスマスプレゼント（2000年、TBS） - 野村美香 役
- 天才てれびくんMAX ドラマ（2004年、NHK教育） - 古代テレヴィアの旅人 役
- 天才てれびくんMAX 日付変更線プッカリーノ #3・ふたりの樹里亜（2008年、NHK教育）
- 土曜ワイド劇場 ヤメ検の女2（2011年2月19日、朝日放送） - ひろみ 役
- 勇者ヨシヒコと魔王の城 第11話（2011年、テレビ東京） - メイド喫茶のメイド・あおい 役
- カーネーション 第22週（2012年、NHK総合） - 新人女優・白川ナナコ 役
- 呪報2405 ワタシが死ぬ理由 第7話・第8話（2012年、関西テレビ） - 主演・遠野真美 役

### バラエティ
- 天才てれびくんワイド（2001年 - 2003年、NHK教育） - てれび戦士

### その他のテレビ番組
- さわやか3組（1999年4月 - 2000年3月、NHK教育テレビ） - 高林瞠 役
- 時々おとなも迷々（2010年1月11日、NHK総合テレビ） - 高林瞠 役
- 時々おとなも迷々2（2010年9月20日、NHK総合テレビ） - 新人 役
- 吉澤ひとみの「トレンド+よっすぃーナビ」（2012年1月 - 2013年9月、BS日テレ）

### 映画
- パルコフィクション 第3話 はるこ（2002年） - 木下イズミ 役
- NOEL（2003年） - ハルナ 役
- I.G.L Inter Galactic Love（2003年） - ヒロイン・工藤ジュン 役
- ロケットパンチを君に!（2005年） - 綾里 役
- 篤姫ナンバー1（2012年） - ホステス 役
- 讐 〜ADA〜（2013年） - サクラ 役

### オリジナルビデオ
- こどものこわい話2000【暗黒学級裁判】 第4話 ドカンババア（2000年） - 古谷アスカ 役

### CM
- 三菱自動車、COLT 選べる系コンパクト・コーディネート編（2003年）
- 日立、洗濯乾燥機 Beat Wash（2004年）
- UNILEVER、アレックスフレグランスネットCM・エコ発電編
- かっぱ寿司 打ち上げ花火篇（2012年）

### 舞台
- 劇団ゲキハロ第4回公演「携帯小説家」（2008年） - 吉原ゆり 役
- おじぎでシェイプアップ!（2009年） - 村松奈々 役
- 「猫目倶楽部2」〜夏だ!海だ!バカンスだ!〜（2009年） - 相羽水希 役
- 凛として（2009年） - 本阿弥志信 役
- トライフル（2010年） - 大林歩未 役
- 桃色書店へようこそ（2010年）ゲスト
- 大人の麦茶第十七杯目公演「タイガーブリージング」（2010年） - 夏野楓 役
- ワーサルシアタープロデュースvol.1「つぶやくGirl's」（2010年） - ノゾミ 役
- 劇団ゲキハロ第10回公演「大正浪漫 ハイカラ探偵王 青いルビー殺人事件」（2011年）
- 赤坂RED/THEATER提携公演「ドールハウス」（2011年）
- 散歩道楽特別公演vol.2 「ストロンガー」 散歩バージョン（2012年）
- Musical 誠〜とびだせ新選組〜 月組公演（2012年）
- 大人の麦茶第二十杯目公演 「シュガースポット」（2012年）
- 萬屋錦之助一座「ざ☆よろきん」（2013年） - ましろ 役
- オンナ、ひと憂。（2013年）

## 書籍

### 雑誌連載
- ラブベリー（2003年 - 2007年、徳間書店）モデル
- ナルミヤインターナショナル ANGEL BLUE（2004年 - 2005年）カタログモデル